# Maresciallo di campo (Regno Unito)
Maresciallo di campo (Field marshal) è il grado più alto nell'esercito britannico, equivalente a quelli di ammiraglio della flotta nella Royal Navy e di maresciallo dell'aeronautica reale nella Royal Air Force, o di generale a cinque stelle (OF-10) negli eserciti della NATO. I marescialli di campo rimangono ufficiali dell'esercito a vita, anche se a mezza paga quando non in servizio. È attribuito onorificamente a membri della famiglia reale britannica o a personalità straniere.

## Origine e attribuzione
Il grado fu introdotto a partire dal 1736 e fu utilizzato sporadicamente, rimanendo vacante per parte dei secoli XVIII e XIX. Dopo la seconda guerra mondiale, è diventato una pratica automatica che l'ufficiale dell'esercito che occupa il posto di Capo di stato maggiore della difesa sia promosso a questo grado all'atto della nomina e che il Capo di stato maggiore dell'Esercito lo riceva nel suo ultimo giorno di servizio.
In totale, 141 uomini hanno raggiunto il grado di maresciallo di campo britannico. La maggior parte di essi ha svolto una carriera nell'esercito britannico o nella British Indian Army passando progressivamente di grado, per diventare alla fine maresciallo di campo. 
Alcuni membri della Famiglia reale britannica - i più di recenti sono Edward, duca di Kent, e Carlo, principe di Galles - vi sono stati promossi onorificamente dopo periodi di servizio più brevi. Tre monarchi britannici - Giorgio V, Edoardo VIII e Giorgio VI - ha assunto il grado salendo al trono, mentre Edoardo VII era già maresciallo di campo, e due coniugi britannici - il principe Alberto e il principe Filippo - sono stati nominati dalle rispettive regine. Altre nomine cerimoniali sono state fatte come gesti diplomatici. Dodici monarchi stranieri ne hanno tenuto il grado onorifico, anche se tre di essi - Guglielmo II, imperatore tedesco, Francesco Giuseppe, imperatore austriaco, e Hirohito, imperatore del Giappone - ne sono stati privati quando i loro paesi sono diventati nemici della Gran Bretagna e dei suoi alleati nelle due guerre mondiali. Furono onorati del grado anche due ufficiali militari stranieri illustri in riconoscimento al loro contributo rispettivamente alla prima guerra mondiale e alla seconda guerra mondiale, e uno statista straniero.

## Le insegne
L'insegna di maresciallo di campo nell'esercito britannico comprende due bastoni incrociati entro una corona di foglie di quercia, con una corona sopra. In alcuni altri paesi, storicamente sotto la sfera di influenza britannica, per i marescialli di campo è utilizzata una versione adattata, nella quale la corona viene sostituito con un emblema culturale o nazionale alternativo.
Al momento della nomina, i marescialli di campo britannici ricevono un bastone dalla punta d'oro, che possono portare nelle occasioni formali.

## Elenco dei marescialli di campo britannici
L'anno che precede il nome indica la nomina, mentre i due che lo seguono sono rispettivamente l'anno di nascita e quello di decesso:

### XVIII secolo
1. 1736 - George Douglas-Hamilton, 1º conte di Orkney (1666 – 1737, scozzese)
2. 1736 - John Campbell, 2º duca di Argyll e Greenwich (1678 – 1743, scozzese)
3. 1739 - Richard Boyle, 2º visconte di Shannon (1675 – 1740)
4. 1739 - François de La Rochefoucauld, marchese di Montandré (1672 – 1739), ugonotto francese emigrato in Inghilterra
5. 1742 - John Dalrymple, 2º conte di Stair (1673 – 1747, scozzese)
6. 1742 - Richard Temple, I visconte Cobham (1675 – 1749)
7. 1743 - George Wade (1673 – 1748)
8. 1757 - Sir Robert Rich (1685 – 1768)
9. 1757 - Richard Molesworth, 3º visconte Molesworth (1680 – 1758)
10. 1757 - John Ligonier, 1º conte Ligonier (1680 – 1770)
11. 1763 - James O'Hara, 2º barone Tyrawley e di Kilmaine (1682 – 1774)
12. 1793 - Henry Seymour Conway (1721 – 1795)
13. 1793 - principe Henry, duca di Gloucester ed Edinburgh (1743 – 1805)
14. 1793 - Sir George Howard (1718 – 1796)
15. 1795 - principe Federico Augusto, duca di York e di Albany (1763 – 1827)
16. 1796 - John Campbell, 5º duca di Argyll (1723 – 1806)
17. 1796 - Jeffrey Amherst, 1º barone Amherst (1717 – 1797)
18. 1796 - John Whitwell, 4º barone Howard de Walden (1719 – 1797)
19. 1796 - Studholme Hodgson (1708 – 1798)
20. 1796 - marchese George Townshend (1724 – 1807)
21. 1796 - Lord Frederick Cavendish (1729 – 1803)
22. 1796 - Charles Lennox, 3º duca di Richmond (1735 – 1806)

### XIX secolo
1. 1805 - principe Edoardo Augusto, duca di Kent e Strathearn (1767 – 1820)
2. 1813 - Arthur Wellesley, I duca di Wellington (1769 – 1852)
3. 1813 - Ernesto Augusto, duca di Cumberland e Teviotdale (1771 – 1851) (divenuto poi Ernesto Augusto I, re di Hannover)
4. 1813 - principe Adolfo, duca di Cambridge (1774 – 1850)
5. 1816 - Guglielmo Federico, duca di Gloucester ed Edimburgo (1776 – 1834)
6. 1816 - Principe Leopoldo di Sassonia-Coburgo-Saalfeld (1790 – 1865), divenuto nel 1831 il primo re del Belgio
7. 1821 - Charles Moore, marchese Drogheda (1730 – 1822)
8. 1821 - William Harcourt, 3º conte di Harcourt (1743 – 1830)
9. 1830 - Sir Alured Clarke (1744 – 1832)
10. 1830 - Sir Samuel Hulse (1747 – 1831)
11. 1840 - Principe Alberto di Sassonia-Coburgo-Gotha (1819 – 1861) (sposò nel 1840 la regina Vittoria acquisendo ufficialmente nel 1857 il titolo di principe consorte)
12. 1845 - Guglielmo II, re dei Paesi Bassi (1792 – 1849)
13. 1846 - Sir George Nugent, 1º baronetto Nugent (1757 – 1849)
14. 1846 - Thomas Grosvenor (1764 – 1851)
15. 1846 - Henry Paget, 1º Marchese of Anglesey (1768 – 1854)
16. 1854 - FitzRoy Somerset, 1º barone Raglan (1788 – 1855)
17. 1855 - Stapleton Cotton, I visconte Combermere (1773 – 1865)
18. 1855 - John Byng, I conte di Strafford (1772 – 1860)
19. 1855 - Henry Hardinge, I visconte Hardinge (1785 – 1856)
20. 1860 - John Colborne, I barone Seaton (1778 – 1863)
21. 1862 - Sir Edward Blakeney (1778 – 1868)
22. 1862 - Hugh Gough, 1º visconte Gough (1779 – 1869)
23. 1862 - Principe Giorgio, II duca di Cambridge (1819 – 1904)
24. 1862 - Colin Campbell, 1º barone di Clyde (1792 – 1863)
25. 1868 - Sir Alexander George Woodford (1782 – 1870)
26. 1868 - Sir William Gomm (1784 – 1875)
27. 1868 - Sir Hew Ross (1779 – 1868)
28. 1868 - Sir John Burgoyne (1782 – 1871)
29. 1870 - Sir George Pollock (1786 – 1872)
30. 1875 - Sir John FitzGerald (1784 – 1877, irlandese)
31. 1875 - George Hay, 8º marchese di Tweddale (1787 – 1876)
32. 1875 - Edoardo, principe di Galles (1841 – 1910, dal 1902 re Edoardo VII del Regno Unito)
33. 1877 - Sir William Rowan (1789 – 1789)
34. 1877 - Sir Charles Yorke (1790 – 1880)
35. 1877 - Hugh Ros, 1º barone di Strathnairn (1801 – 1885)
36. 1883 - Robert Napier, I barone Napier di Magdala (1810 – 1890)
37. 1883 - Sir Patrick Grant (1804 – 1895)
38. 1886 - Sir John Michel (1804 – 1886)
39. 1886 - Richard James Dacres (1799 – 1886)
40. 1886 - Lord William Paulet (1804 – 1893)
41. 1887 - George Bingham, 3º conte di Lucan (1800 – 1888)
42. 1890 - Sir John Simmons (1821 – 1903)
43. 1890 - Sir Frederick Haines (1819 – 1909)
44. 1894 - Sir Donald Stewart (1824 – 1900)
45. 1894 - Garnet Wolseley, 1º visconte Wolseley (1833 – 1913)
46. 1895 - Frederick Roberts, I conte Roberts (1832 – 1914)
47. 1897 - principe Guglielmo Augusto Edoardo di Sassonia-Weimar-Eisenach (1823 – 1902)

### XX secolo
1. 1900 - Sir Neville Bowles Chamberlain (1820 – 1902)
2. 1901 - Imperatore Guglielmo II di Germania (1859 – 1941)
3. 1902 - Sir Henry Norman (1826 – 1904)
4. 1902 - principe Arturo di Sassonia-Coburgo-Gotha (1850 – 1942)
5. 1903 - Sir Henry Evelyn Wood (1838 – 1919)
6. 1903 - Sir George Stuart White (1835 – 1912)
7. 1903 - Francesco Giuseppe I d'Austria, imperatore d'Austria (1830 – 1916)
8. 1908 - Francis Grenfell, I barone Grenfell (1841 – 1925)
9. 1908 - Sir Charles Brownlow (1831 – 1916)
10. 1909 - Horatio Herbert Kitchener, 1º conte Kitchener (1850 – 1916)
11. 1910 - Giorgio V Windsor, re d'Inghilterra (1865 – 1936)
12. 1911 - Paul Methuen, III barone Methuen (1845 – 1932)
13. 1911 - Sir William Nicholson, 1º barone Nicholson (1845 – 1918)
14. 1913 - Sir John French, 1º Conte di Ypres (1852 – 1925)
15. 1916 - Nicola II Romanov, Zar di tutte le Russie (1868 – 1918)
16. 1917 - Sir Douglas Haig, 1º conte Haig (1861 – 1928)
17. 1917 - Sir Charles Egerton (1848 – 1921)
18. 1918 - Taishō imperatore del Giappone (1879 – 1926)
19. 1919 - Ferdinand Foch, Maresciallo di Francia, (1851 – 1929)
20. 1919 - Sir Herbert Plumer (1857 – 1932)
21. 1919 - Sir Edmund Allenby, 1º visconte Allenby (1861 – 1936)
22. 1919 - Sir Henry Wilson (1864 – 1922)
23. 1920 - Sir William Robertson (1860 – 1933)
24. 1921 - Sir Arthur Barrett (1857 – 1926)
25. 1921 - Re Alberto I del Belgio (1875 – 1934)
26. 1925 - Sir William Birdwood, 1º barone Birdwood (1865 – 1951)
27. 1926 - Sir Claud Jacob (1863 – 1948)
28. 1928 - Sir George Milne, 1º barone Milne (1866 – 1948)
29. 1928 - Alfonso XIII, re di Spagna (1886 – 1941)
30. 1930 - Hirohito, imperatore del Giappone (1901 – 1989)
31. 1932 - Julian Byng, I visconte Byng di Vimy (1862 – 1935)
32. 1932 - Frederick Rudolph Lambart, 10º conte di Cavan (1865 – 1946)
33. 1933 - Philip Chetwode, 1º barone Chetwode e 7º baronetto di Oakley (1896 – 1950)
34. 1935 - Sir Archibald Montgomery-Massingberd (1871 – 1947)
35. 1936 - Re Edoardo VIII (1894 – 1972) (re dal 20 gennaio all'11 dicembre 1936)
36. 1936 - Sir Cyril Deverell (1874 – 1947)
37. 1936 - Re Giorgio VI (1895 – 1952)
38. 1940 - Sir Edmund Ironside, 1º barone Ironside (1880 – 1959)
39. 1941 - Jan Christiaan Smuts (1870 – 1950, Sudafricano)
40. 1941 - Sir John Dill (1881 – 1944)
41. 1943 - John Vereker, 6º visconte Gort (1886 – 1946)
42. 1943 - Sir Archbald Wavell (1883 – 1950) (poi conte Wavell)
43. 1944 - Sir Alan Brooke, 1º visconte Alanbrooke (1883 – 1963)
44. 1944 - Sir Harold Alexander, 1º conte Alexander di Tunisi (1891 – 1969)
45. 1944 - Sir Bernard Montgomery, 1º visconte Montgomery di Alamein (1887 – 1976)
46. 1944 - Sir Henry Wilson, 1º barone Wilson (1881 – 1964)
47. 1946 - Sir Claude Auchinleck (1884 – 1981)
48. 1949 - Sir William Slim, 1º visconte Slim (1891 – 1970)
49. 1951 - Sir Thomas Blamey (1884 – 1951, australiano)
50. 1953 - Principe Filippo, duca di Edimburgo (1921 – 2021)
51. 1953 - Sir John Harding, I barone Harding di Petherton (1896 – 1989)
52. 1955 - Principe Henry Windsor, duca di Gloucester (1900 – 1974)
53. 1956 - Sir Gerald Templer (1898 – 1979)
54. 1960 - Francis Festing (1902 – 1976)
55. 1960 - re Mahendra del Nepal (1920 – 1972)
56. 1965 - Hailé Selassié I, imperatore d' Etiopia (1892 – 1975)
57. 1965 - Sir Richard Hull (1907 – 1989)
58. 1968 - Sir James Cassels (1907 – 1996)
59. 1971 - Sir Geoffrey Baker (1912 – 1980)
60. 1973 - Sir Michael, barone Carver (1915 – 2001)
61. 1979 - Sir Roland Gibbs (1921 – 2004)
62. 1980 - Re Birendra del Nepal (1945 – 2001)
63. 1982 - Sir Edwin Bramall, Barone Bramall (1923 – vivente)
64. 1985 - Sir John Stanier (1925 – 2007)
65. 1988 - Sir Nigel Bagnall (1927 – 2002)
66. 1991 - Sir Richard Vincent, barone di Coleshill (1931 – vivente)
67. 1992 - Sir John Chapple (1931 – vivente)
68. 1993 - Principe Edward Windsor, duca di Kent (1935 – vivente)
69. 1994 - Sir Peter Inge, barone Inge di Richmond (1935 – vivente)

### XXI secolo
1. 2012 - Carlo, principe del Galles
2. 2012 - Charles Guthrie, Barone di Craigiebank
3. 2014 - Michael Walker, Barone di Aldringham

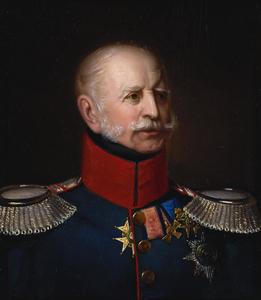
Ernesto Augusto I di Hannover
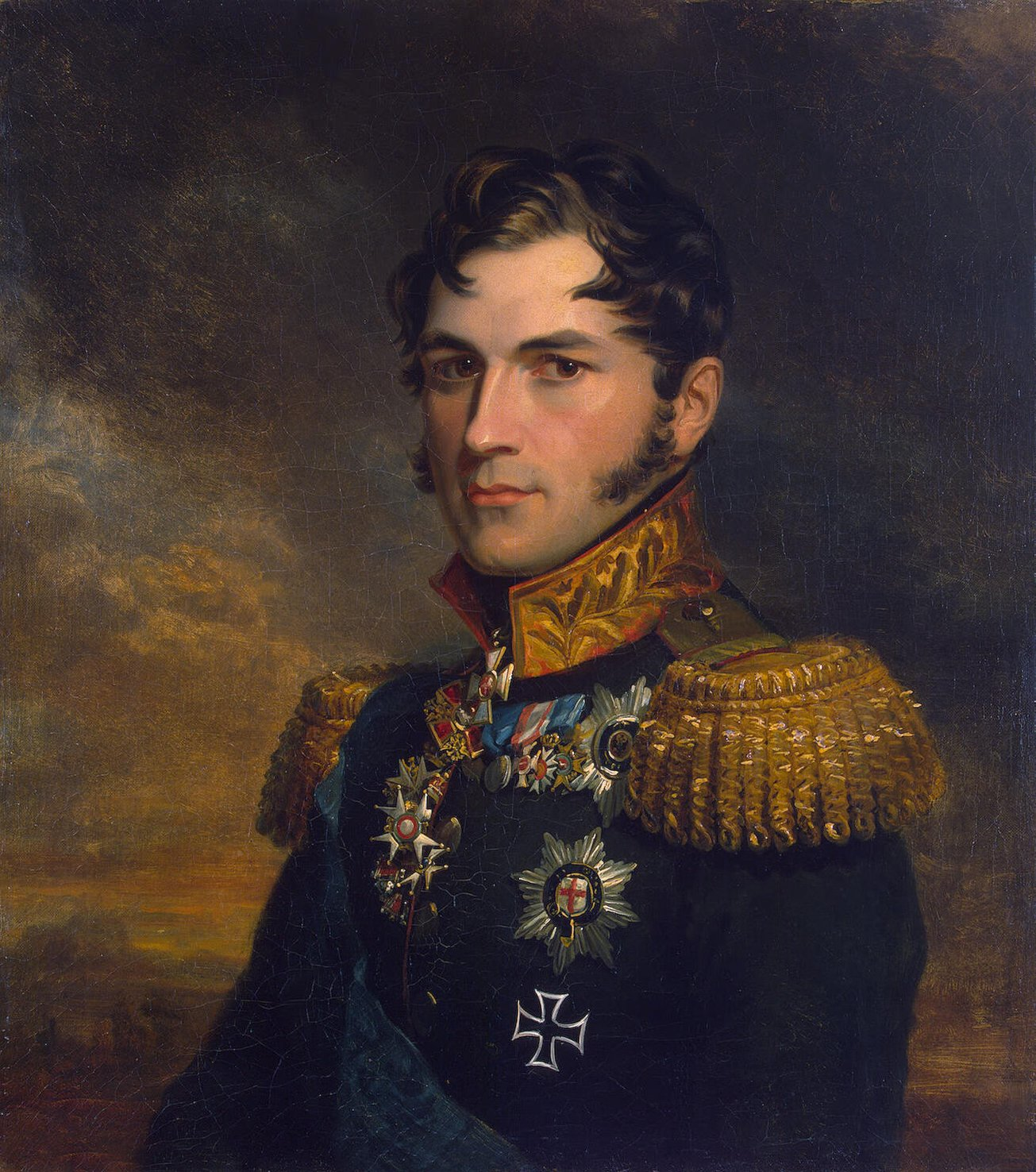
Leopoldo di Sassonia-Coburgo-Gotha
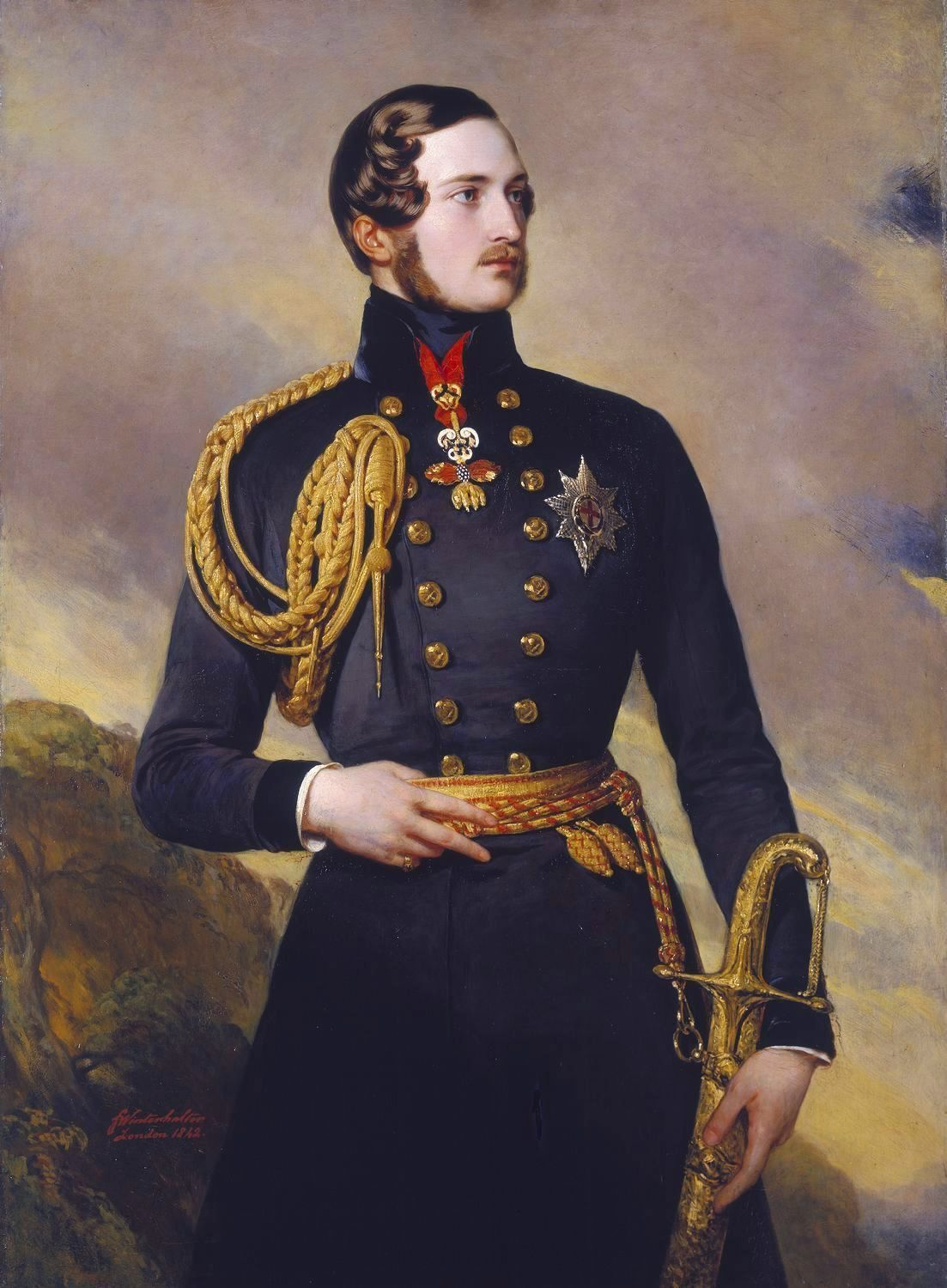
Alberto di Sassonia-Coburgo-Gotha
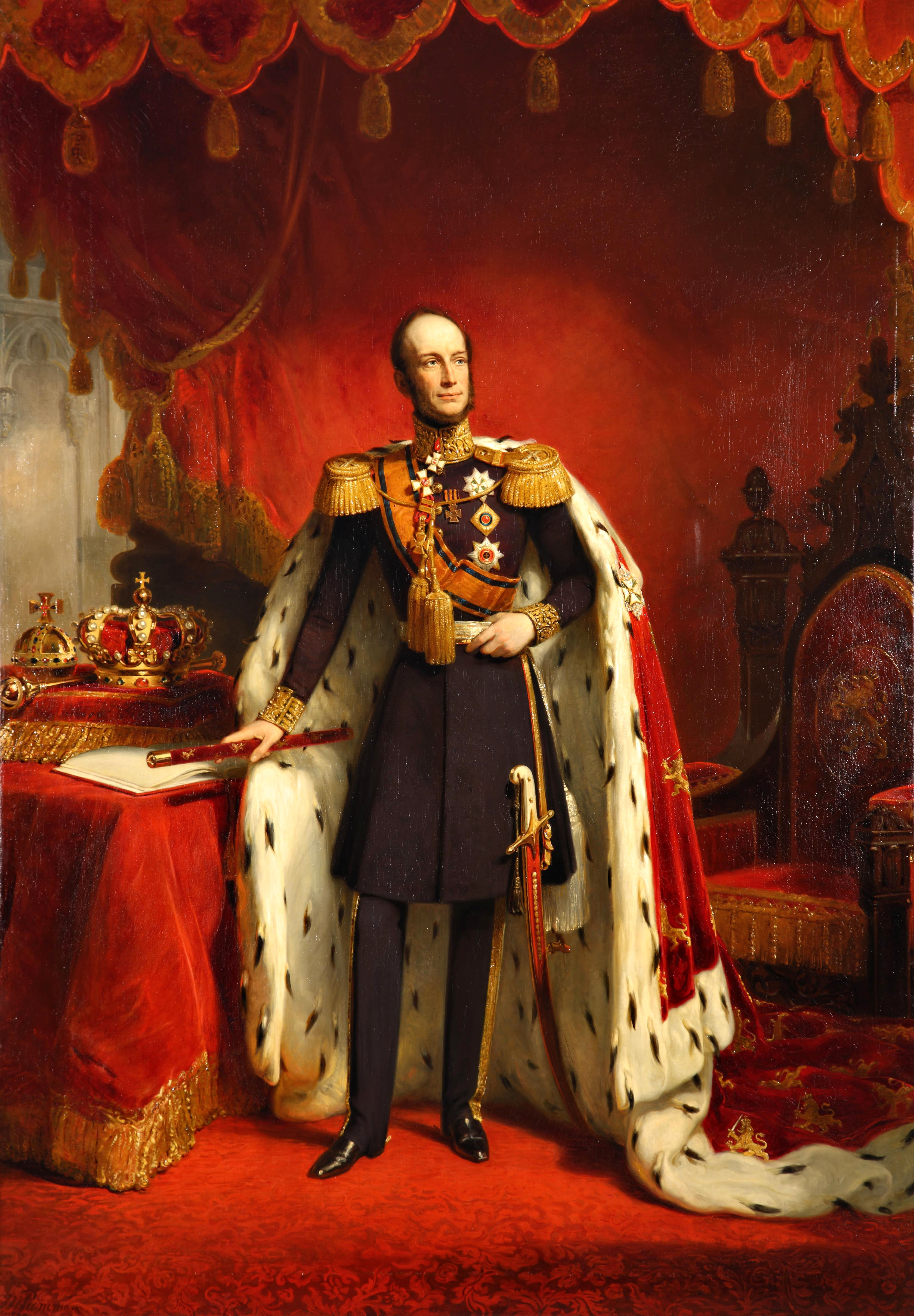
Guglielmo II d'Olanda
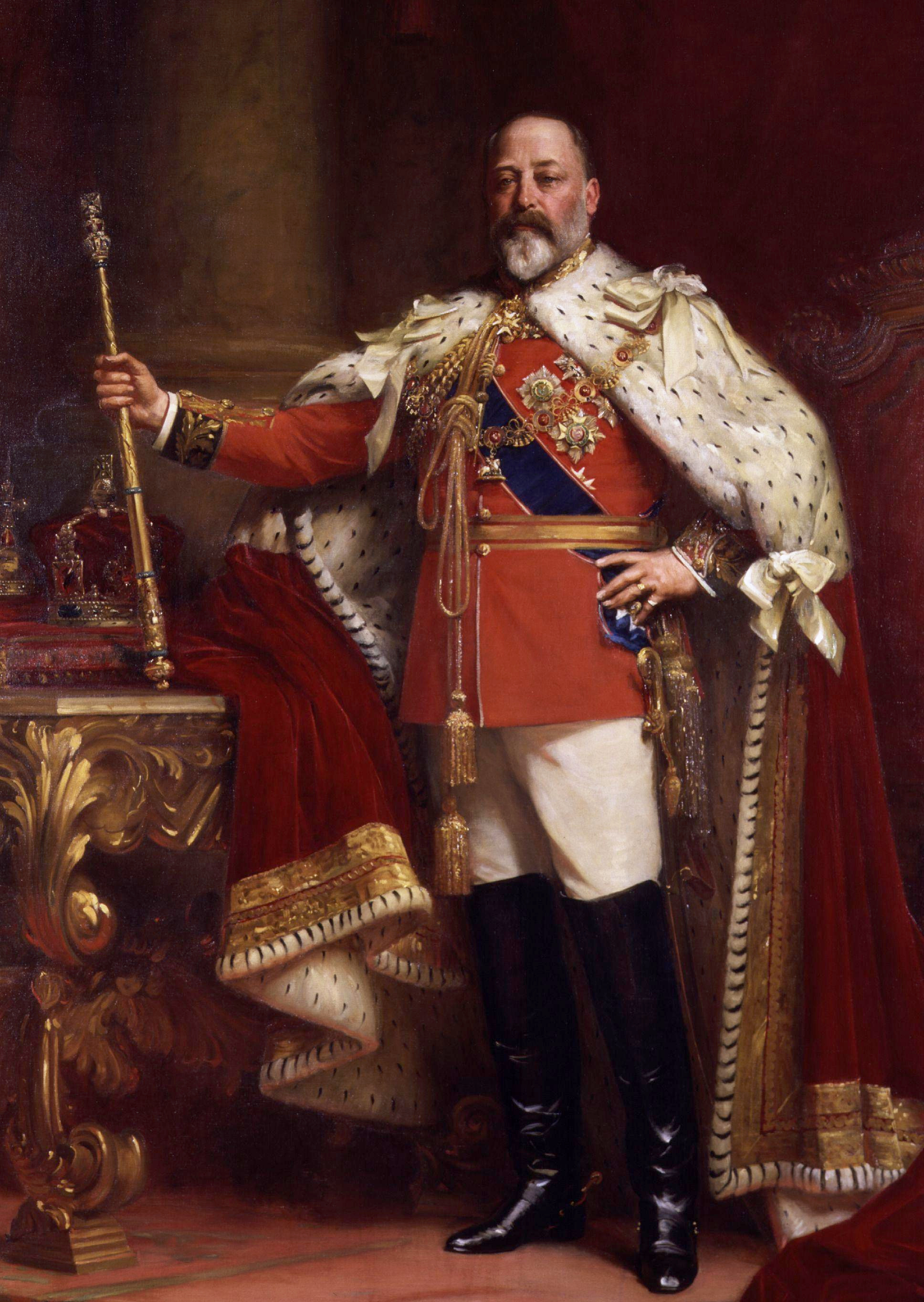
Edoardo VII del Regno Unito
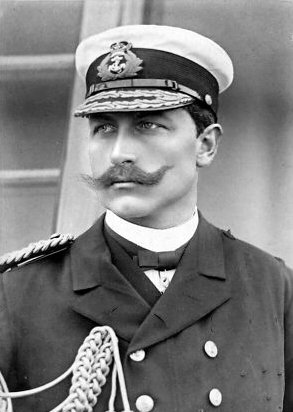
Kaiser Guglielmo II di Germania
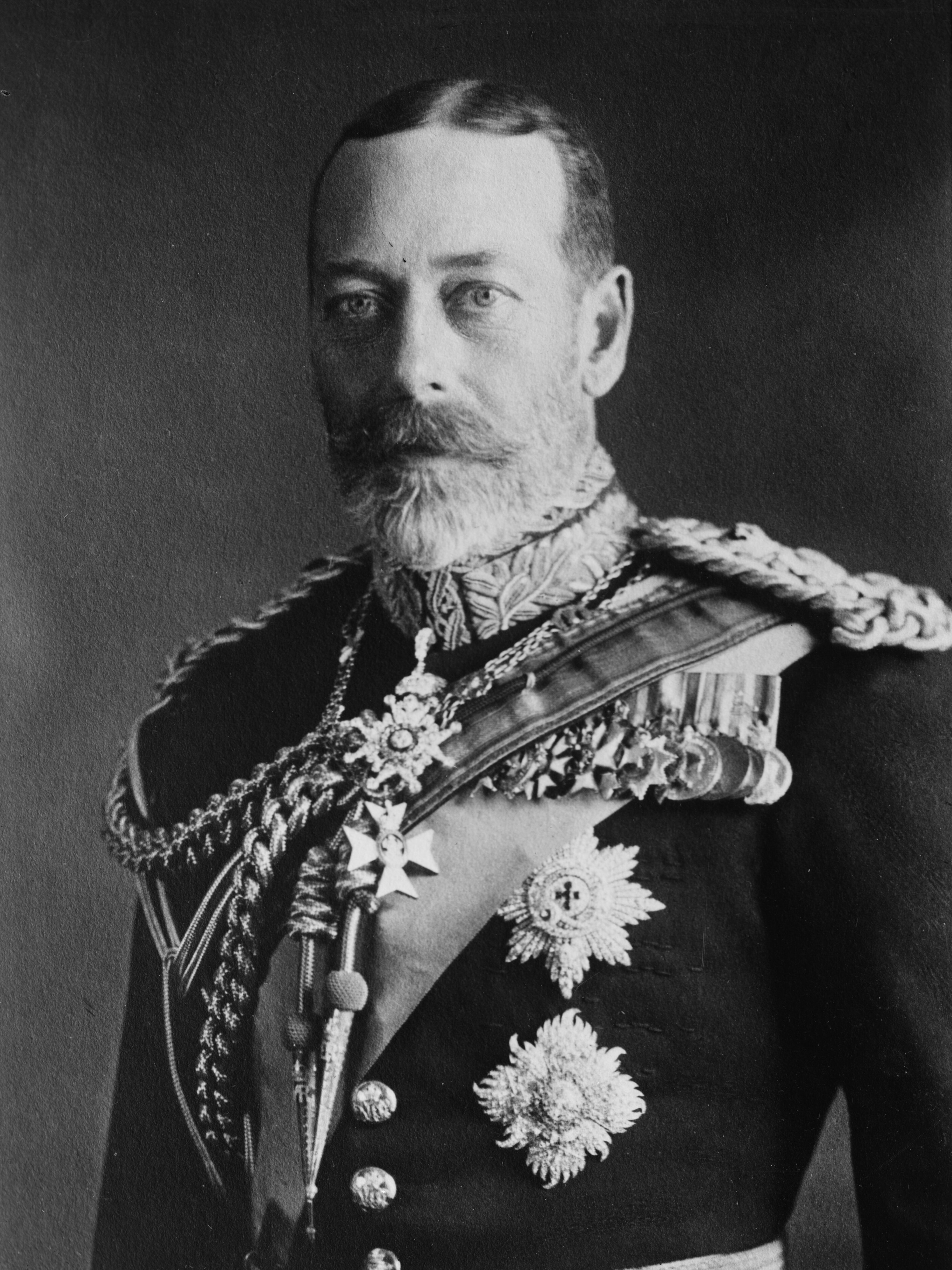
Giorgio V del Regno Unito
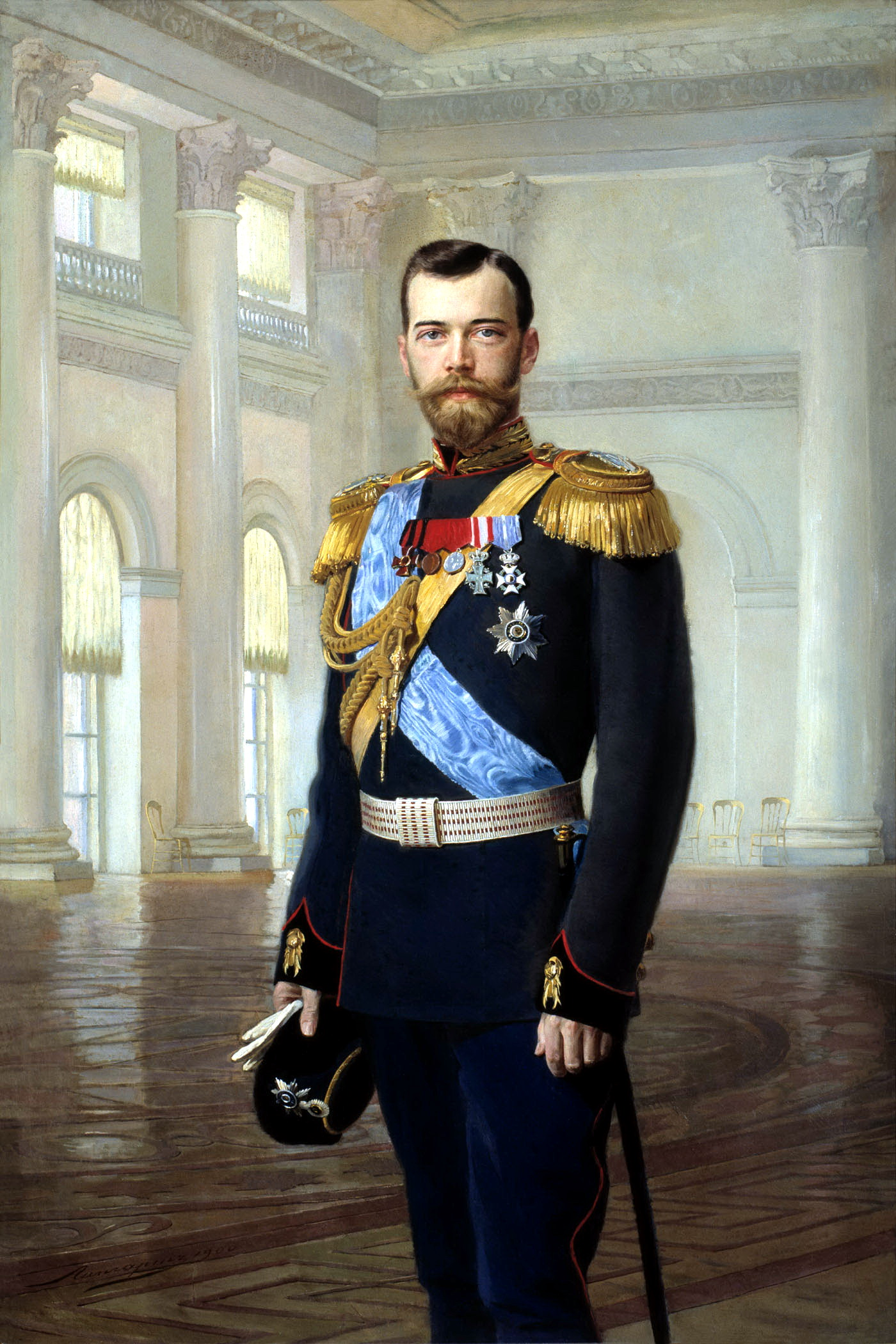
Nicola II di Russia
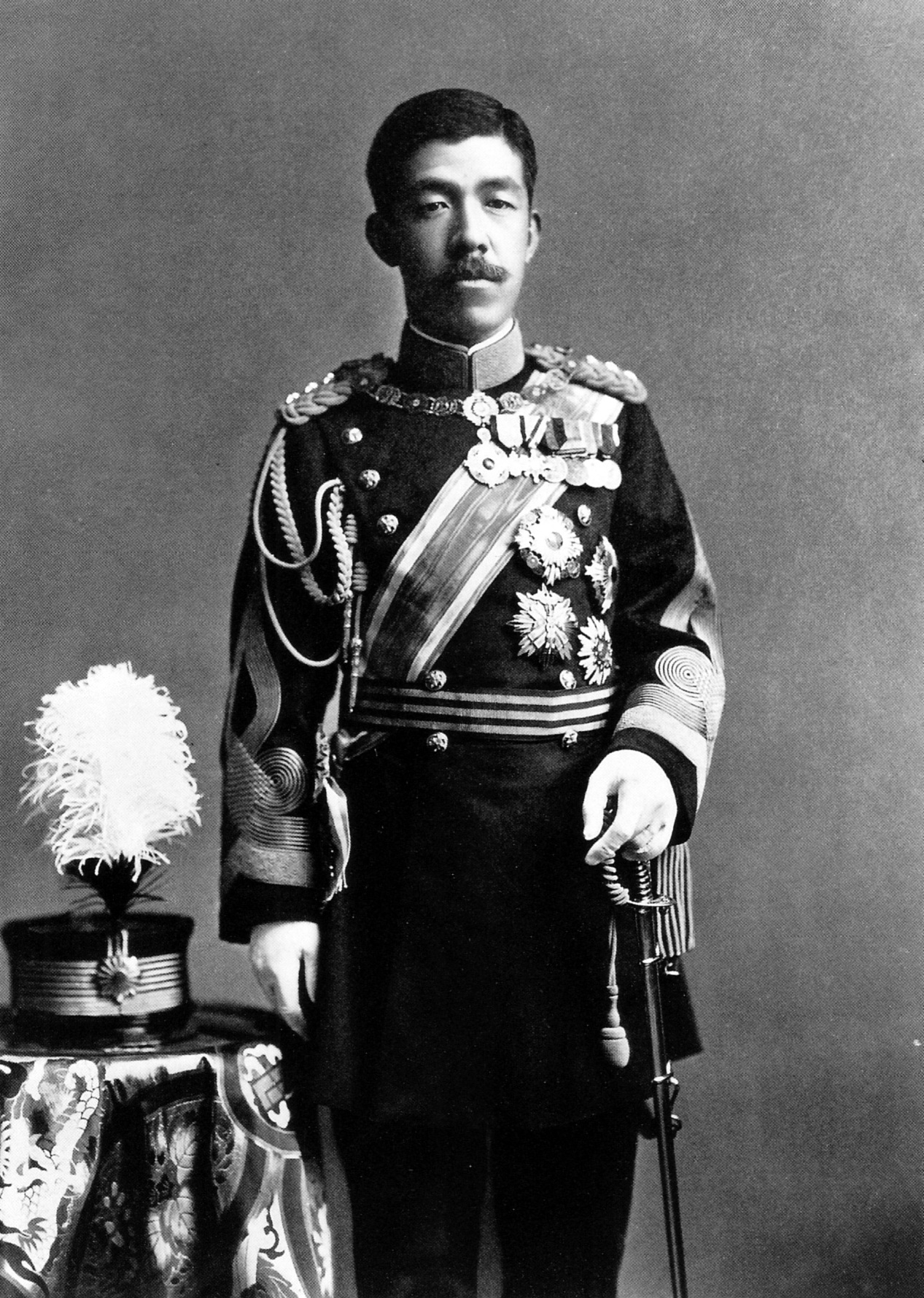
Taishō Tennō
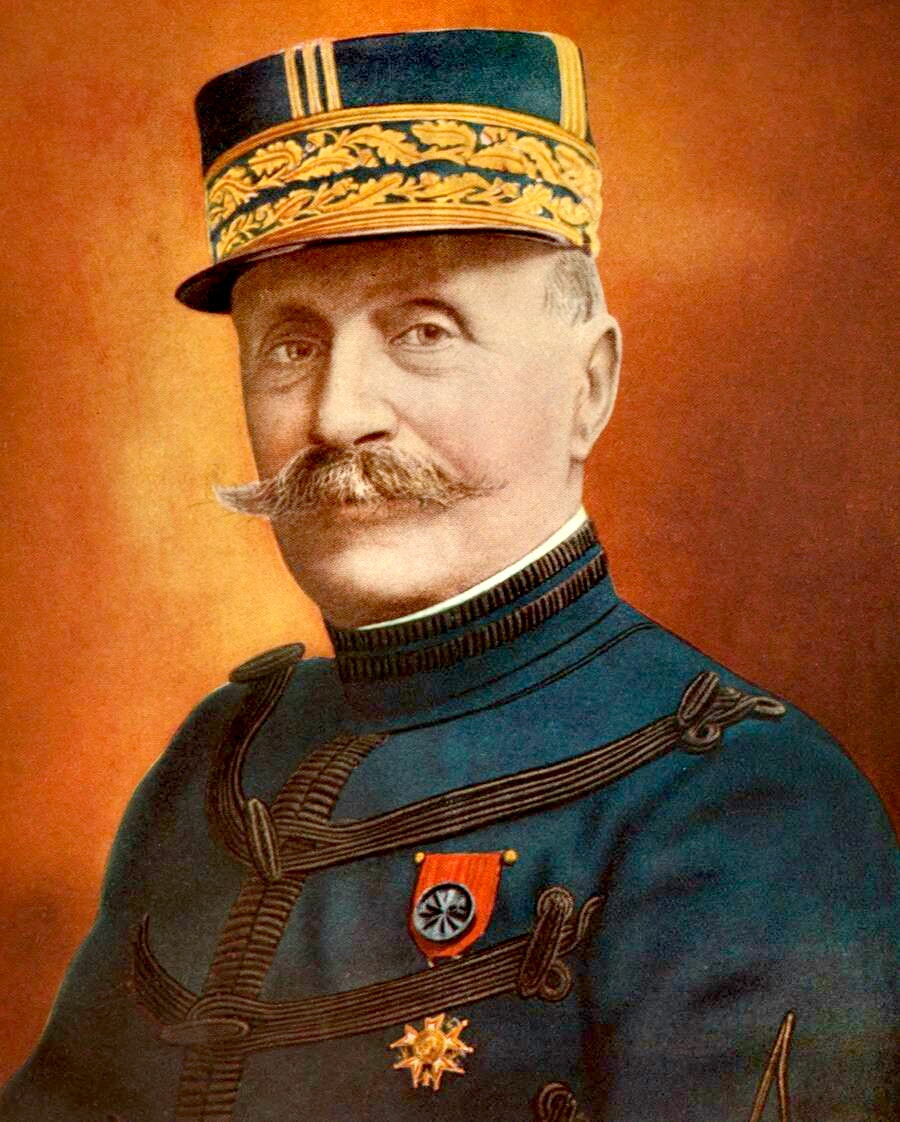
Ferdinand Foch
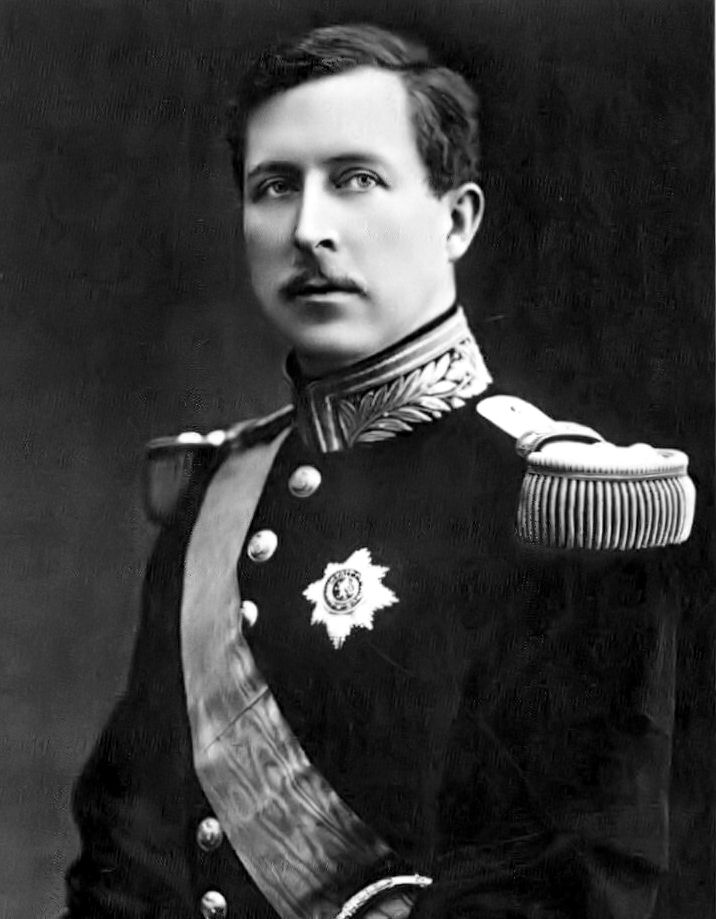
Alberto I del Belgio
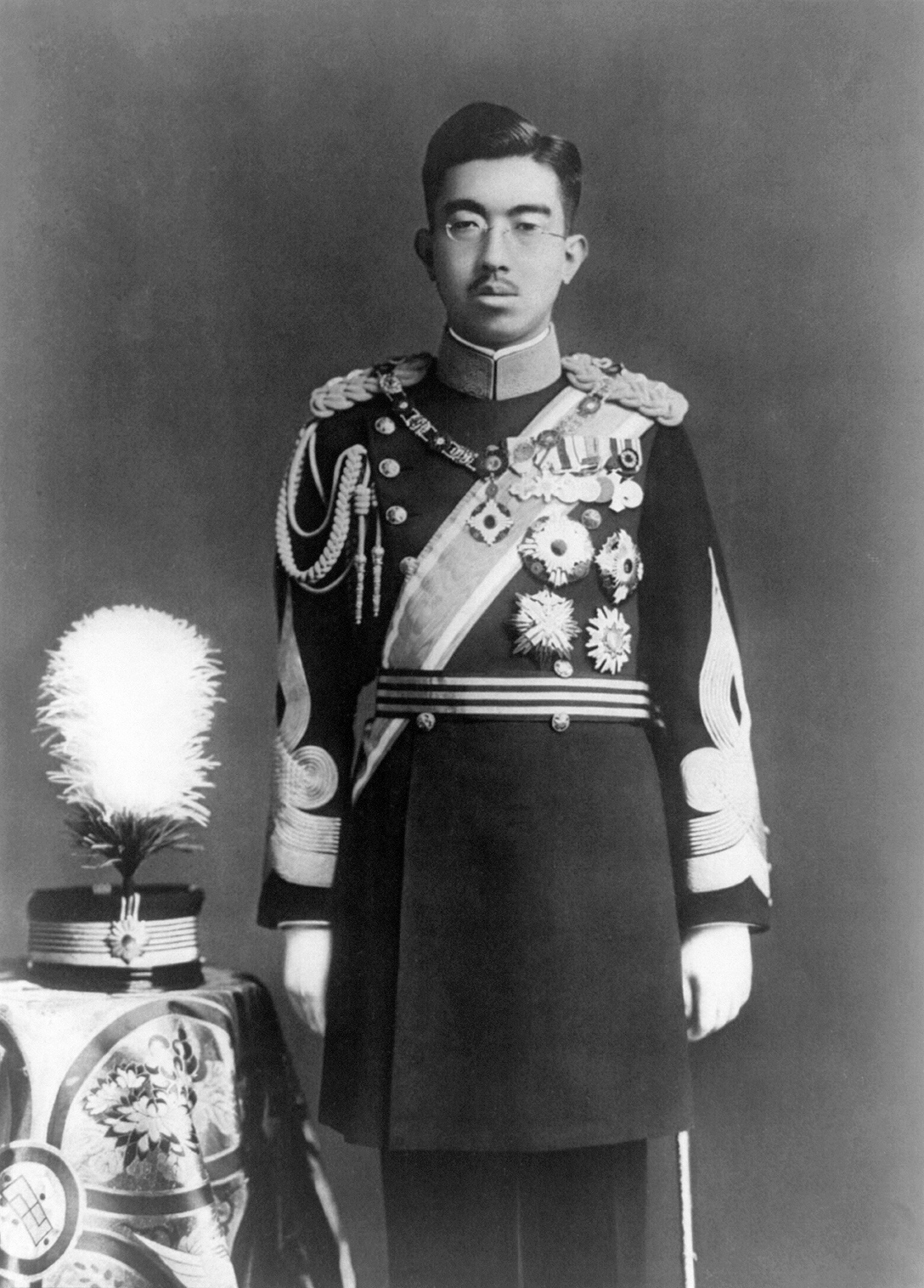
Hirohito
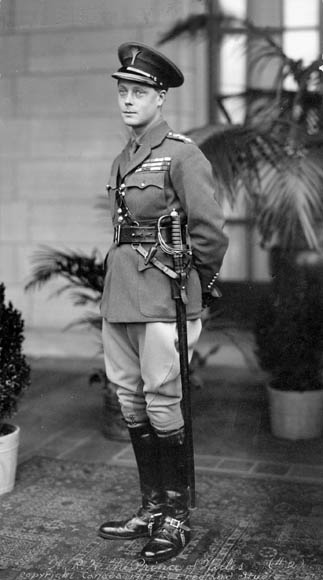
Edoardo VIII del Regno Unito
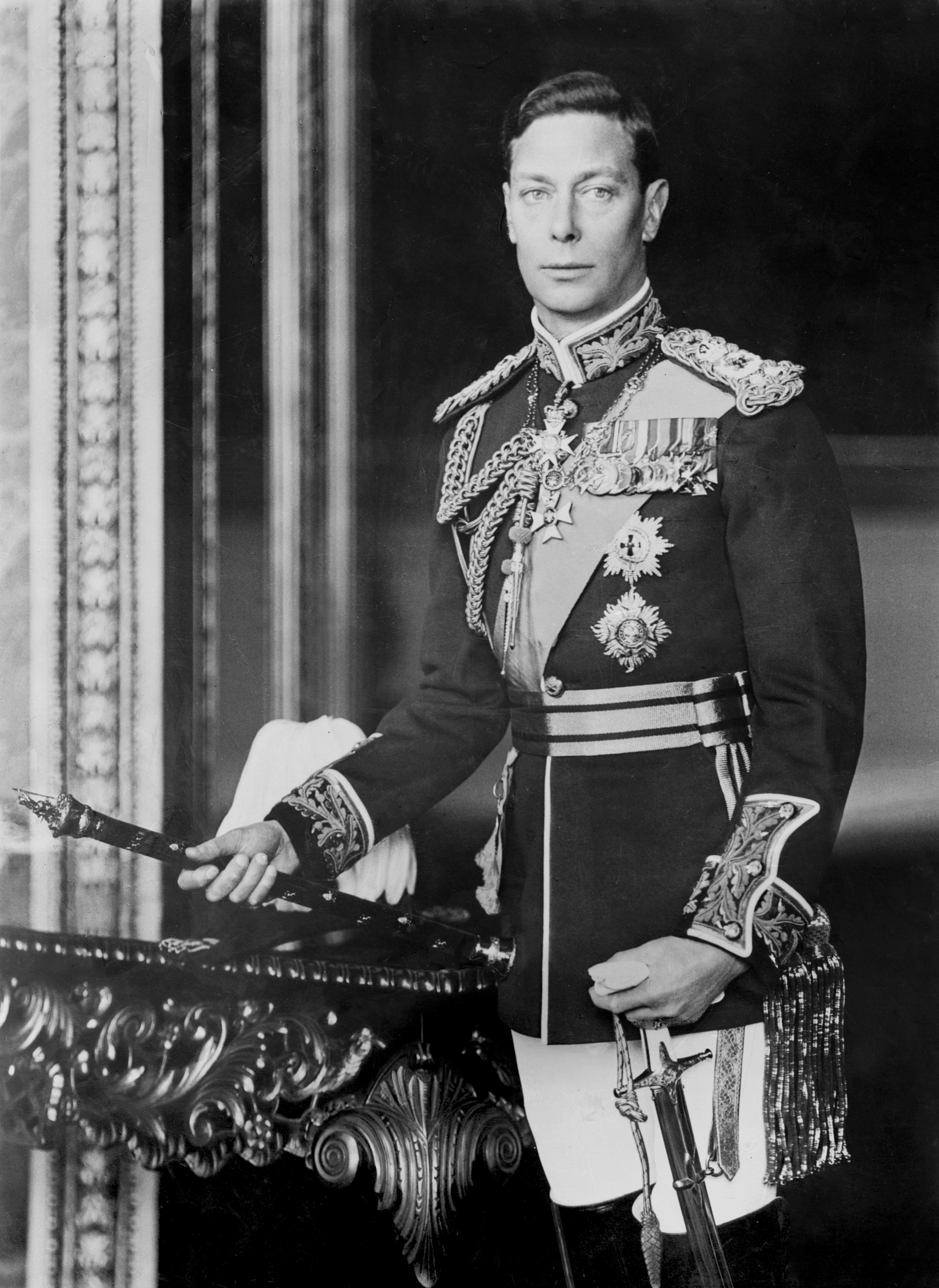
Giorgio VI del Regno Unito
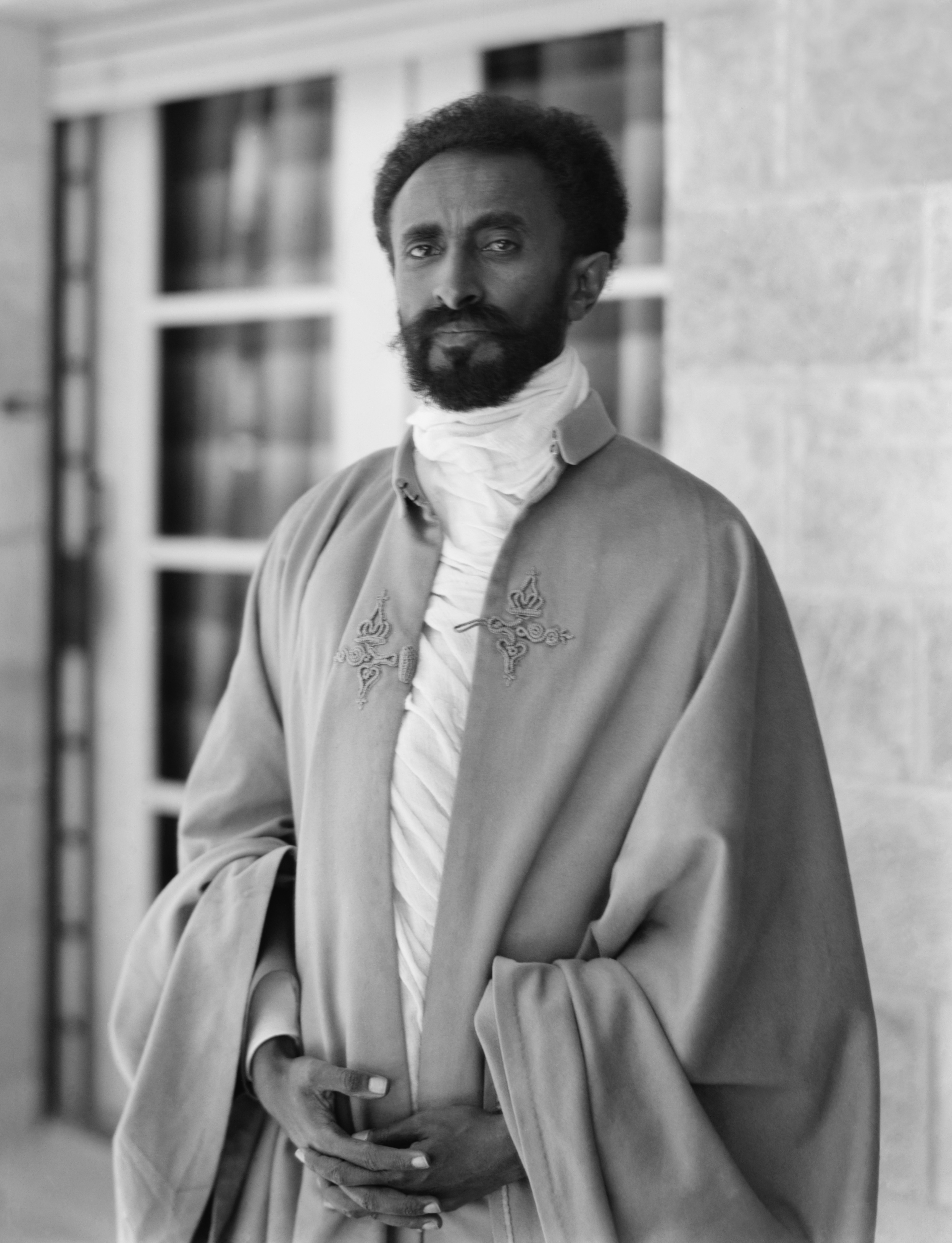
Hailé Selassié
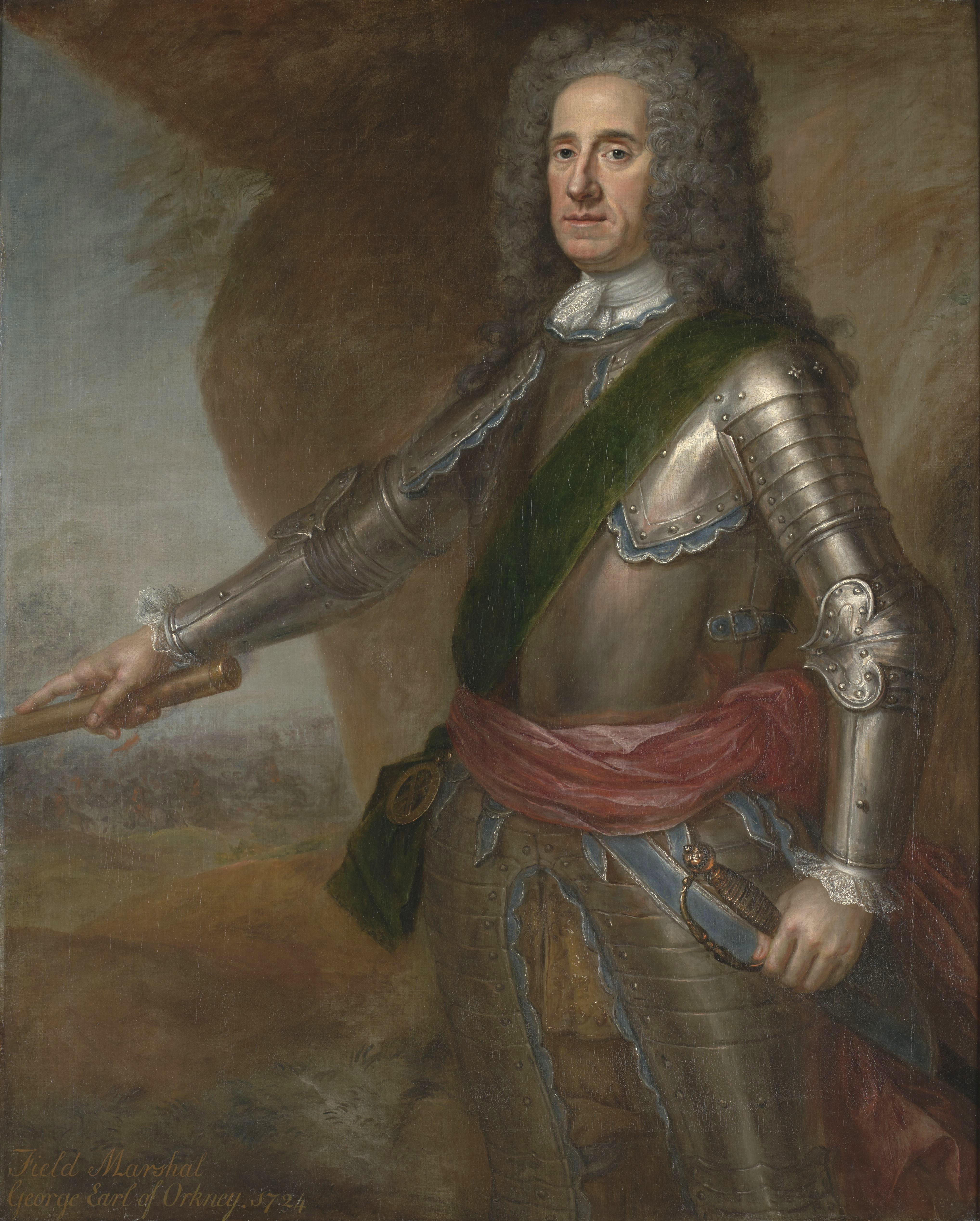
George Hamilton, I conte di Orkney
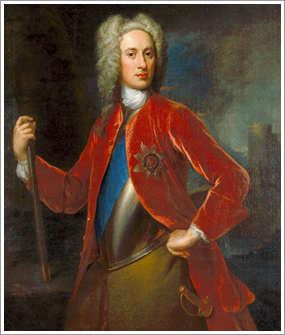
John Campbell, II duca di Argyll